# Resolutie 538 Veiligheidsraad Verenigde Naties
Resolutie 538 van de Veiligheidsraad van de Verenigde Naties werd op 18 oktober 1983 aangenomen. Dertien leden stemden voor de resolutie en twee leden, namelijk Polen en de Sovjet-Unie, onthielden zich. De resolutie verlengde de UNIFIL-vredesmacht in Zuidelijk Libanon met een half jaar.

## Achtergrond
Na de Israëlische inval in Zuidelijk Libanon in 1978, stationeerden de Verenigde Naties de tijdelijke VN-macht UNIFIL in de streek. Die moest er de vrede handhaven totdat de Libanese overheid haar gezag opnieuw kon doen gelden.                                                                                                                                   
In 1982 viel Israël Libanon opnieuw binnen voor een oorlog met de Palestijnse PLO en het ook aanwezige Syrië. De PLO verliet Libanon en in 1985 trok Israël zich terug in Zuidelijk Libanon. Pas in 2000 zou het zich volledig terugtrekken.

## Inhoud
De Veiligheidsraad:
- Heeft de verklaring van Libanon gehoord.
- Herinnert aan de resoluties 425 en 426.
- Herinnert verder aan de resoluties 508, 509 en 520.
- Herhaalt zijn steun aan de territoriale integriteit, soevereiniteit en onafhankelijkheid van Libanon.
- Heeft het rapport van secretaris-generaal Javier Pérez de Cuéllar bestudeerd.
- Nam akte van de brief van Libanon aan de voorzitter van de Veiligheidsraad.
- Antwoord op de vraag van Libanon.

1. Besluit het mandaat van de interim-VN-macht in Libanon te verlengen met een periode van zes maanden, tot 19 april 1984.
2. Roept alle betrokkenen op met de macht mee te werken zodat deze haar mandaat volledig kan uitvoeren zoals vastgelegd in de resoluties 425 en 426.
3. Vraagt de secretaris-generaal te rapporteren over de gemaakte vooruitgang.

Lijst ·  529 ·  530 ·  531 ·  532 ·  533 ·  534 ·  535 ·  536 ·  537 ·  538 ·  539 ·  540 ·  541 ·  542 ·  543 ·  544 ·  545